# Aname tasmanica
Espèce
Aname tasmanica est une espèce d'araignées mygalomorphes de la famille des Anamidae.

## Distribution
Cette espèce est endémique de Tasmanie en Australie. Elle se rencontre vers Table Cape.

## Description
La carapace de la femelle holotype mesure 10 mm de long sur 8 mm et l'abdomen 12 mm de long sur 8 mm.

## Étymologie
Son nom d'espèce lui a été donné en référence au lieu de sa découverte, la Tasmanie.

## Publication originale
- Hogg, 1902 : On some additions to the Australian spiders of the suborder Mygalomorphae. Proceedings of the Zoological Society of London, vol. 1902, no 2, p. 121-142 (texte intégral).